# João Aragão
Pour les articles homonymes, voir Aragão.
João Aragão, né le 24 mars 2008 à Coimbra, est un footballeur portugais qui joue au poste de'ailier au SC Braga.

## Biographie

### Carrière en club
Né à Coimbra au Portugal, João Aragão est formé par le SC Braga, où il s'illustre d'abord en équipes de jeunes avec le club de championnat du Portugal, y signant son premier contrat professionnel à l'été 2024,.

### Carrière en sélection
João Aragão est convoqué avec l'équipe du Portugal des moins de 17 ans pour participer au Championnat d'Europe des moins de 17 ans qui a lieu en mai et juin 2025,. Le Portugal atteint la finale de la compétition après l'avoir emporté au tirs au but face à l'Italie (après un match nul 2-2),.
Les lusitaniens remportent ensuite la compétition en s'imposant 3-0 contre la France en finale,,,.

## Palmarès
Portugal -17 ans
- Championnat d'Europe
  - Champion en 2025